# Olena Zelenská
Olena Volodymyrivna Zelenská (v ukrajinštině Zelenska; rozená Kijašková, v ukrajinštině Kijaško; * 6. února 1978 Kryvyj Rih, Ukrajinská sovětská socialistická republika, Sovětský svaz) je ukrajinská scenáristka a jako manželka Volodymyra Zelenského současná ukrajinská první dáma.

## Mládí akariéra
Olena Volodymyrivna Kijaško se narodila 6. února 1978 v Kryvém Rihu. Ve stejném městě se přitom dvanáct dní předtím narodil její budoucí manžel, současný prezident Ukrajiny Volodymyr Zelenskyj. Olena studovala architekturu na Stavební fakultě Kryvorižské národní univerzity. Začala ale psát texty pro Studio Kvartal 95 a nakonec se stala scenáristkou.

## První dáma Ukrajiny
Dne 20. května 2019 se Zelenská stala první dámou Ukrajiny. 18. listopadu se objevila na obálce ukrajinské verze časopisu Vogue. V rozhovoru v tomto časopisu mluvila o své první iniciativě – výživové reformě v ukrajinských školách. Ukrajinská vláda tyto nové výživové normy schválila 1. září 2021.
V prosinci 2019, během proslovu na třetím Ukrajinském ženském kongresu, Zelenská iniciovala přistoupení Ukrajiny k Biarritzkému partnerství, mezinárodní iniciativě G7 o rovnoprávnosti žen a mužů. V listopadu 2020 a září 2021 vystoupila Zelenská na čtvrtém a pátém Ukrajinském ženském kongresu.
V červnu 2020 Zelenská zahájila iniciativu za rozšíření ukrajinštiny do světa a zařazení ukrajinštiny do audioprůvodců na světově známých místech – například v největších muzeích na světě. V rámci této iniciativy bylo v roce 2020 představeno 11 ukrajinských audioprůvodců v muzeích v Ázerbájdžánu, Rakousku, Itálii, Lotyšsku, Turecku a Černé Hoře a na dvou autobusových linkách v Litvě. V roce 2021 byli další ukrajinští audioprůvodci představeni v muzeu Mount Vernon, Uměleckých muzeích San Francisca, zámku Versailles, chrámu Sagrada Família, zámku Frederiksborg, domu Hundertwasserhaus, Galatské věži a Muzeu anatolských civilizací.
V srpnu 2021 zahájila Kyjevský summit prvních dam a gentlemanů.

## Osobní život
Zelenská a její budoucí manžel Volodymyr Zelenskyj byli spolužáci, ale osobně se neznali. Seznámili se až mnohem později, když Zelenská studovala na Stavební fakultě Národní univerzity Kryvyj Rih. Svatbu měli v roce 2003 po osmileté známosti a po roce se jim narodila dcera Oleksandra. V roce 2013 se narodil syn Kyrylo.